# Willy Wolterstorff
Willy Georg Wolterstorff (* 16. Juni 1864 in Calbe; † 21. Januar 1943 in Magdeburg) war ein deutscher Zoologe, Geologe, Paläontologe, Konservator und Herpetologe.

## Leben
Wolterstorff wurde als Sohn des Calber Bürgermeisters Wilhelm Wolterstorff geboren. Als Kind verlor er 1871 im Alter von sieben Jahren auf Grund einer Infektionserkrankung das Gehör und zunächst auch das Sprachvermögen. Es gelang, eine normale Sprachfähigkeit wieder zu gewinnen. Wolterstorff erlernte auch das Lippenlesen. Der später auch noch unter Kurzsichtigkeit leidende Wolterstorff hatte auf Grund seiner Behinderungen nur wenig Kontakt zu anderen Kindern und Jugendlichen. Als insofern einsames Kind suchte er Ausgleich in der Natur, bei Tieren und Pflanzen, fing und hielt Amphibien, sammelte Käfer, Schneckenhäuser und Tierschädel. 1872 wurde sein Vater Leiter der Stadtbibliothek Magdeburg und ein Jahr später auch Stadtschulrat.
Sehr bald begann Wolterstorff, seine Sammlungen nach wissenschaftlichen Kriterien zu katalogisieren und weiter auszubauen. Er war nicht nur reiner Sammler, sondern auch ein äußerst aufmerksamer Beobachter der Natur. Er konzentrierte seinen Blick zunehmend auf die Molche und Salamander. Wolterstorff erfand das sogenannte „Tradescantia-Glas“, eine einfache und problemlose Hälterungsmethode für Molche, die Voraussetzung für die erfolgreiche Pflege und Zucht dieser Amphibien sowie der spätere Grundstein für seine herpetologischen Forschungen.
Wolterstorff genoss eine Ausbildung durch Privatunterricht, an die sich eine Buchbinderlehre anschloss. 1883 erlangte er den Gesellenbrief. Ab 1884 studierte er in Halle (Saale) Geologie bei Karl von Fritsch. Zeitgleich erfolgte eine Ausbildung zum Konservator. Da er das Abitur aufgrund seiner Behinderungen nicht absolvieren konnte, studierte er zunächst nur als Gasthörer, später dann mit besonderer Erlaubnis des preußischen Kulturministers als ordentlicher Student.
Nach Abschluss des Studiums erhielt Wolterstorff 1889 eine Stelle als Assistent bei Konrad Oebbeke am Mineralogisch-geologischen Institut Erlangen. Hier promovierte er 1898 zum Thema Das Untercarbon von Magdeburg-Neustadt und seine Fauna. Im Jahr 1890 übernahm Wolterstorff eine Stelle als Privatassistent bei dem Geologen Baron von Reinach, bevor er am 1. April 1891 Konservator am Museum für Naturkunde und Vorgeschichte Magdeburg wurde.

Das Magdeburger Museum für Naturkunde, viele Jahre die wichtigste Wirkungsstätte von W. Wolterstorff

Wolterstorff beschäftigte sich mit paläontologischen Arbeiten die sich mit Aufschlüssen zum Magdeburger Kulm und Tertiär befassten.
Seinen Neigungen entsprechend arbeitete er dann doch prioritär an der Erforschung niederer Wirbeltiere, insbesondere der Salamandridae, deren Systematik, Verhalten und Fortpflanzung er erforschte. Das Museum wurde zu einem Zentrum der Molchforschung. Der wichtigste Teil seiner Arbeiten war zweifellos die riesige Sammlung von Schwanzlurchen, die bis zu seinem 75. Geburtstag im Jahre 1939 an die 12.000 Gläser mit 7.159 Katalognummern angewachsen und eine der größten Sammlungen dieser Art war.
1900 wurde Wolterstorff unter August Mertens Kustos an diesem Museum. Diese Aufgabe versah er bis zu seiner Pensionierung 1929. Auch als Pensionär arbeitete er weiter im Museum, wobei er ab 1941 ein Archiv zu der von ihm zusammengetragenen Sammlung anlegte. Insgesamt 280 Publikationen mit meist herpetologischem Schwerpunkt verfasste er, bis er am 21. Januar 1943 mit 78 Jahren starb.
Ab 1909 war Wolterstorff auch als Schriftleiter der Blätter für Aquarien- und Terrarienkunde engagiert. Im Jahr 1918 gründete er die Vereinigung von Terrarienfreunden Salamander.
Bei Angriffen britischer Lufteinheiten wurde das Magdeburger Naturkundemuseum 1945 völlig zerstört und mit ihm auch die gesamte Präparatensammlung und das von Wolterstorff aufgebaute Archiv. Seine paläontologischen Sammlungen befinden sich heute im Museum für Naturkunde Magdeburg.

## Ehrungen
Am 29. Oktober 1902 (Matrikel-Nr. 3154) wurde er zum Mitglied der Leopoldina gewählt. Zu Lebzeiten war er Ehrenmitglied verschiedener in- und ausländischer Fachgesellschaften und erhielt mehrere wissenschaftliche und kommunale Auszeichnungen, so die Otto-von-Guericke-Plakette der Stadt Magdeburg. Einige rezente und ausgestorbene Tierarten wurden nach ihm benannt. Die Stadt Magdeburg benannte ihm zu Ehren eine Straße als Willy-Wolterstorff-Straße. Nach Wolterstorff sind Tierarten wie der Killifisch Cynolebias wolterstorffi und der vermutlich ausgestorbene chinesische Wassermolch Cynops wolterstorffi benannt, außerdem eine Gattung afrikanischer Kröten mit 3 Arten (Wolterstorffina).
Am 21. Januar 2019 wurde an Wolterstorffs ehemaliger Wirkungsstätte, am ehemaligen Gebäude des Naturhistorischen Museums in Magdeburg, eine Gedenktafel zu Ehren Wolterstorffs enthüllt.

## Schriften
- Über fossile Frösche, insbesondere das Genus Palaeobatrachus, 2 Teile, 1886, 1887
- Unsere Kriechthiere und Lurche, 1888
- Die Reptilien und Amphibien der Nordwestdeutschen Berglande, 1893
- Ueber die Meeresfauna der Magdeburger Grauwacke. In: Festschrift zur Feier des 25 jährigen Stiftungstages des Naturwissenschaftlichen Vereins zu Magdeburg, A. & R. Faber, Magdeburg 1894, Theil II, S. 17–24 (Archive)
- Ueber die Auffindung des Unteroligocäns in Magdeburg-Sudenburg. In: Festschrift zur Feier des 25 jährigen Stiftungstages des Naturwissenschaftlichen Vereins zu Magdeburg, A. & R. Faber, Magdeburg 1894, Theil II, S. 25–39 (Archive)
- Das Untercarbon von Magdeburg-Neustadt und seine Fauna, 1898
- Ueber ausgestorbene Riesenvögel. Vortrag, gehalten im Naturwissenschaftlichen Verein zu Magdeburg,1900 (Digitalisat).
- Die Tritonen der Untergattung Euproctus Gené und ihr Gefangenleben, nebst einem Überblick der Urodelen der südwestlichen paläarktischen Region, 1902